# Roding
Roding je město v německé spolkové zemi Bavorsko, v zemském okrese Cham ve vládním obvodu Horní Falc.
Žije zde přibližně 13 tisíc obyvatel.

## Politika

### Starostové od roku 1945
| Jméno          | Strana       | od   | do      |
| -------------- | ------------ | ---- | ------- |
| Jakob Wittmann |              | 1945 | 1948    |
| Josef Brantl   | Freie Wähler | 1948 | 1964    |
| Ludolf Stuiber | CSU          | 1964 | 1977    |
| Eduard Bäumel  | Freie Wähler | 1977 | 1996    |
| Franz Reichold | CSU          | 1996 | doposud |